# Littlest Pet Shop
A Littlest Pet Shop amerikai–kanadai televíziós 2D-s számítógépes animációs sorozat, amely az 1995-ben indult Littlest Pet Shop című animációs tévéfilmsorozat folytatása. A szereplők a Hasbro cég által gyártott Littlest Pet Shop játékfigurái CGI-animációval. Kanadában a Hub Network vetítette, Magyarországon a Minimax sugározta majd később a Kiwi TV is.

## Ismertető
Vajon egy tinédzser lányhoz, hogyan is jöhetnek kis apró állatkák, akik a legjobb barátai? Egymást szavát, vajon hogyan értik meg? Hogyan találnak rá a közös nevezőre? Ez a történet, minden kérdésre választ ad.

## Szereplők
- Blythe Baxter – Olyan törekvő divatművész, és tervező, aki készen áll arra, hogy szükség esetén segítsen másoknak.
- Mrs. Anna Twombly – Dolgozó, aki az állatkereskedés, a háziállatbolt és naptábor tulajdonosa.
- Whittany Biskit és Brittany Biskit – Durva ikerpár, akik zsarnokok és irigyek.
- Roger Baxter – Blythe Baxter mókás és szerető édesapja, aki kissé ügyetlen a légitársaság kormányozó munkájában és a csendes szülővárosából veszi útját Downtown városába, ahol számtalan sok kaland várakozik rá.

## Magyar hangok
- Csifó Dorina – Blythe Baxter
- Halász Aranka – Mrs. Anna Twombly
- Hamvas Dániel – Russell Ferguson
- Sági Tímea – Zoe Trent
- Solecki Janka – Pepper Clark
- Kapácsy Miklós – Sunil Nevla
- Király Adrián – Vinnie Terrio
- Dögei Éva – Minka Mark
- Farkasinszky Edit – Penny Ling
- Rosta Sándor – Roger Baxter
- Tamási Nikolett (1. évad), Vadász Bea (2-3. évad) – Youngmee Song
- Csuha Bori – Whittany Biskit
- Szabó Zselyke – Brittany Biskit
- Molnár Ilona – Sue Patterson
- Baráth István (1-2. évad), Pál Dániel Máté (3. évad) – Jasper Jones
- Petridisz Hrisztosz (1. évad), Péter Richárd (2. évad), Barát Attila (3. évad) – Fisher Biskit
- Bogdányi Titanilla – Theodora la Supquroe
- Gacsal Ádám – Josh
- Turóczi Izabella – Fagyikehely
- Vágó Bernadett – Christie néni
- Vadász Bea (1. évad), Lamboni Anna (2. évad), Vágó Bernadett (3. évad) – Tortadara
- Sipos Eszter Anna – Madison
- Szórádi Erika (2. évad), Kokas Piroska (3. évad) – Mona Autumn
- Andrusko Marcella – Cairo

## Epizódok
| Évad | Évad | Epizódok | Epizódok         | Eredeti sugárzás   | Eredeti sugárzás  | Eredeti adó         | Magyar sugárzás      | Magyar sugárzás   | Magyar adó |
| Évad | Évad | Epizódok | Epizódok         | Évadpremier        | Évadfinálé        | Eredeti adó         | Évadpremier          | Évadfinálé        | Magyar adó |
| ---- | ---- | -------- | ---------------- | ------------------ | ----------------- | ------------------- | -------------------- | ----------------- | ---------- |
|      | 1    | 26       | 26               | 2012. november 10. | 2013. április 24. | The Hub/Hub Network | 2013. szeptember 16. | 2013. október 11. | Minimax    |
|      | 2    | 26       | 26               | 2013. november 2.  | 2014. április 12. | The Hub/Hub Network | 2014. október 14.    | 2014. november 8. | Minimax    |
|      | 3    | 26       | 13               | 2014. május 31.    | 2015. március 7.  | The Hub/Hub Network | 2016. október 7.     | 2016. október 15. | Minimax    |
| 13   | 3    | 26       | Discovery Family | 2014. május 31.    | 2015. március 7.  |                     | 2016. október 7.     | 2016. október 15. | Minimax    |
|      | 4    | 26       | 26               | 2015. november 7.  | 2016. június 4.   | N/A                 | N/A                  | N/A               |            |